# Tito Jackson
Cette page explique l’histoire ou répertorie les différents membres de la famille Jackson.
Pour les articles homonymes, voir Jackson.
Toriano Adaryll Jackson, dit Tito Jackson, né le 15 octobre 1953 à Gary (Indiana) et mort le 15 septembre 2024 à Gallup (Nouveau-Mexique), est un chanteur, guitariste, compositeur et producteur américain.
Membre des Jackson Five et de The Jacksons, il est le troisième enfant de la famille Jackson.

## Biographie

### Enfance
Le 15 octobre 1953, Tito Jackson naît à l'hôpital St. Mary's Mercy de Gary dans l'Indiana. Il est le troisième enfant de la famille Jackson, frère aîné de Michael et Janet Jackson. Son père, Joseph Jackson, travaille dans une aciérie et joue du R&B dans un groupe, les Falcons, avec son frère Luther. Sa mère, Katherine Jackson, est témoin de Jéhovah. Elle joue du piano et de la clarinette.
À l'âge de dix ans, Tito Jackson est surpris en train de jouer de la guitare de son père après avoir cassé une corde. Après avoir réparé la corde, son père lui demande de jouer pour lui. Une fois terminé, son père lui achète sa propre guitare et convainc Tito, Jackie et Jermaine de former un groupe de chanteurs. Il est impressionné par la voix de Jackie et de Jermaine.
En 1964, Marlon et Michael rejoignent tous deux le groupe des Jackson Five après que Katherine découvre qu'ils savent chanter. Katherine est une fan de country et de western, et elle chante des harmonies avec ses fils. Avant que le label discographique Motown Records ne les engage, les frères passent des années à répéter à la maison. Après l'école, ils répètent pendant des heures, donnent un concert, font leurs devoirs et vont se coucher,,.
Tito Jackson est membre des Jackson Five, puis de The Jacksons.

### Carrière en groupe

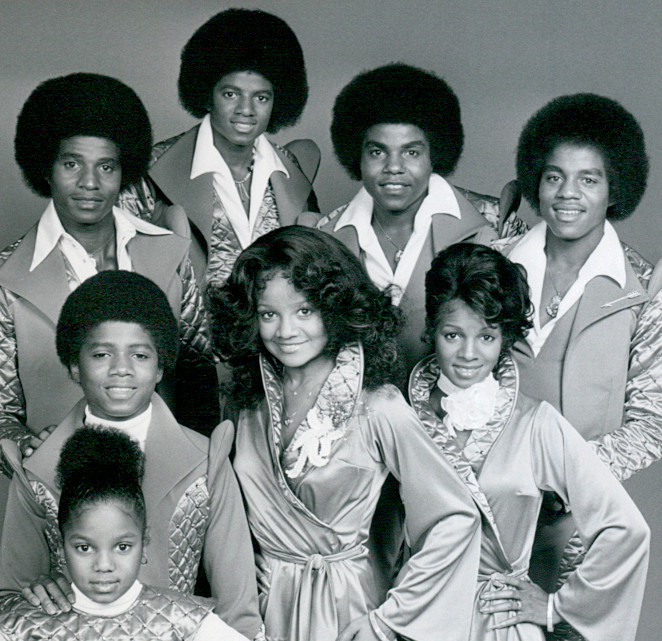
Les frères et sœurs Jackson (Tito est le troisième sur le rang du haut) dans leur émission The Jacksons (1977).

Après avoir commencé à se produire à l'école et dans les supermarchés, les frères Jackson commencent à participer à des concours de talents locaux lorsque Tito Jackson a douze ans.
À cette époque, son jeune frère Michael, alors âgé de tout juste sept ans, devient le chanteur officiel du groupe. En 1965, ils changent de nom, passant des Jackson Brothers aux Jackson Five, et remportent plusieurs concours de talents dans la région de Gary, dans l'Indiana.
En août 1967 après avoir remporté le concours Amateur Night de l'Apollo Theater, Joe Jackson commence à travailler à temps partiel à l'aciérie pour aider ses fils à obtenir un contrat d'enregistrement. En novembre 1967, le groupe signe avec le label Steeltown Records à Gary. En janvier 1968, le premier single des Jackson Five, intitulé Big Boy, sort sur le label Steeltown.
En 1969, les Jackson Five signent avec Motown à Détroit, dans le Michigan, et obtiennent plusieurs succès, dont les singles numéro un I Want You Back, ABC, The Love You Save et I'll Be There. Mais, malgré son talent de guitariste, Motown refuse d'autoriser Tito Jackson à jouer de la guitare sur toutes les sessions d'enregistrement des Jackson Five, les obligeant plutôt à confier toutes leurs parties de guitare à des musiciens de session. En conséquence, son travail à la guitare n'a pas fait ses débuts avant que lui et les frères Jackson ne quittent Motown pour CBS Records en 1976. C'est à cette époque qu'il commence à écrire des chansons avec ses frères. Tito et Jackie Jackson sont les membres les plus présents des Jacksons. Jermaine, Marlon, Michael et Randy quittant le groupe à des moments différents,.
Après la fin du Victory Tour, Tito Jackson travaille sur des sessions en tant que producteur de disques. Après la sortie de 2300 Jackson Street, les Jacksons cessent d'enregistrer. En 1997, Tito Jackson est intronisé avec ses frères au Rock and Roll Hall of Fame,.
Les 7 et 10 septembre 2001, Tito Jackson retrouve ses frères pour une série de deux concerts célébrant le 30e anniversaire de Michael Jackson au Madison Square Garden de New York.

### Carrière solo et autres projets

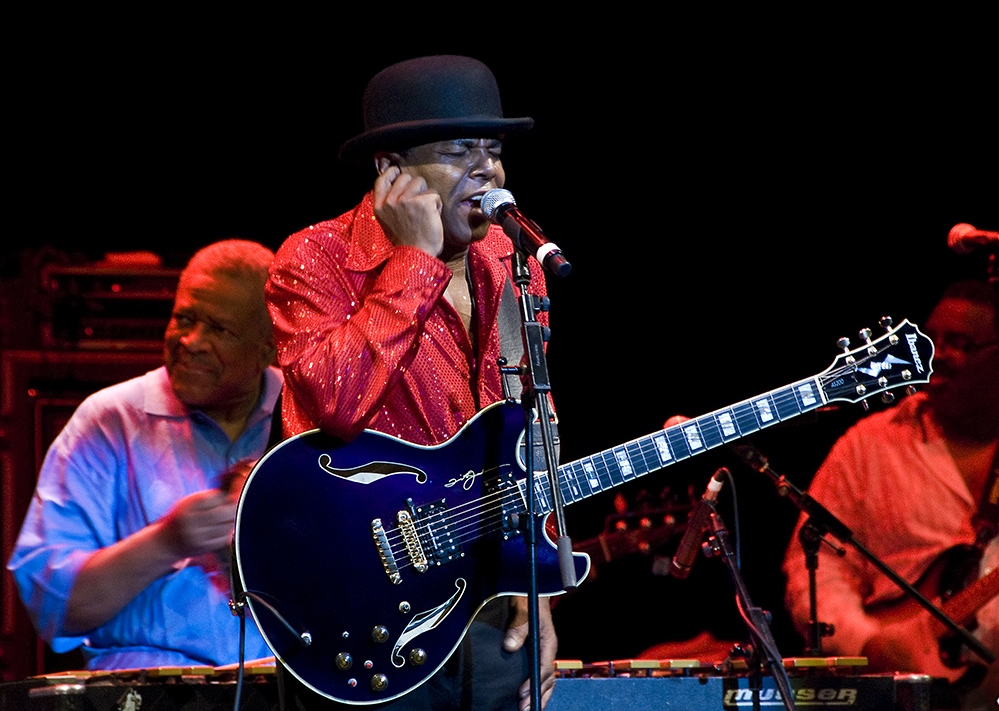
Tito Jackson lors du 50Ème anniversaire de la Motown à Malaga (2009).

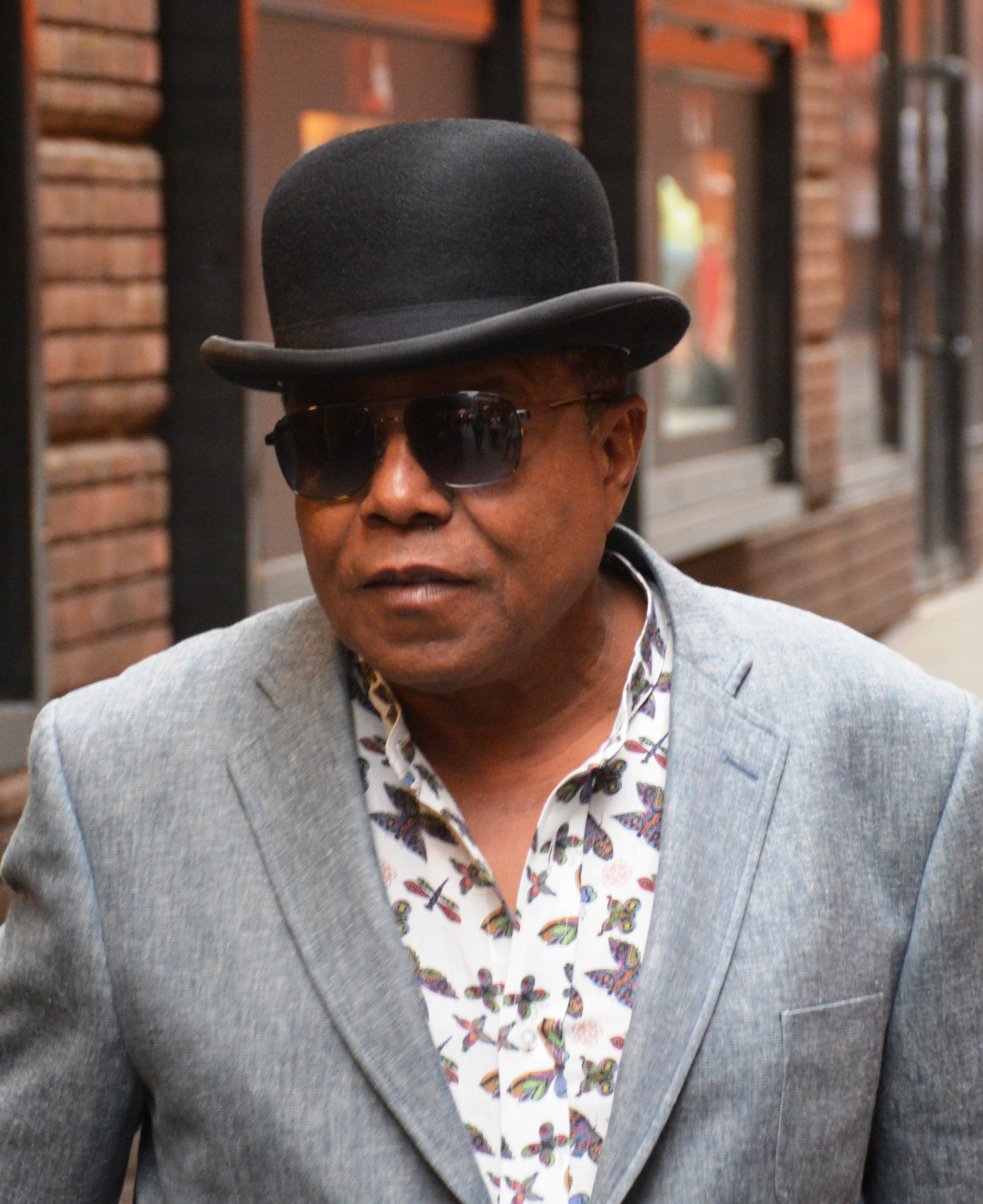
Tito Jackson pour l'avant-première du film Stratton à Londres (2017).

En 2003, Tito Jackson commence une carrière solo de musicien de blues en se produisant dans des clubs avec son groupe. En 2007, il est juré dans la deuxième saison de Just the Two of Us (en) sur la British Broadcasting Corporation (BBC) au Royaume-Uni. En 2009, il est un des producteurs avec ses frères de l'émission de télé-réalité The Jacksons: A Family Dynasty (en). En 2016, il sort son premier album Tito Time (en) et ses frères et sœurs participent à l'album. L'album contient son premier hit en solo Get It Baby (featuring Big Daddy Kane),.

### Mémorial de Michael Jackson
Le 7 juillet 2009, la cérémonie de commémoration de Michael Jackson se tient au Staples Center de Los Angeles, en Californie. Pour lui rendre hommage, Tito et ses frères Marlon, Jackie, Jermaine et Randy Jackson servent de porteurs de cercueils en portant un seul gant blanc pailleté et des lunettes de soleil.
À l'occasion du 12e anniversaire de la mort de Michael Jackson, Tito Jackson décide de se tourner vers la musique de Michael pour se souvenir, a-t-il déclaré au Manchester Evening News dans une interview datant de 2021. Dans cette interview, Tito Jackson explique qu'en raison du décès de son frère, le mois de juin est difficile à vivre. Il défend également son frère contre les allégations portées à son encontre.

### Mort
Le 15 septembre 2024, alors qu'il se rend en voiture dans l'État de l'Oklahoma depuis le Nouveau-Mexique, Tito Jackson est victime d'une crise cardiaque et décède à l'âge de 70 ans dans la ville de Gallup,,. L’ancien manager de la famille Jackson, Steve Manning, révèle auprès de Entertainment Tonight que Tito Jackson aurait succombé à une crise cardiaque pendant qu’il était au volant de son véhicule.
Lorsqu'il a commencé à transpirer et à se plaindre de douleurs à la poitrine, Tito Jackson était alors en voyage avec son associé Terry Harvey pour transporter des voitures anciennes lui appartenant, de la Californie à sa nouvelle résidence située à Claremore, dans l'Oklahoma. La police de Gallup a déclaré avoir été alertée du fait que Tito Jackson avait besoin de soins médicaux près d'un centre commercial avant d'être transporté en ambulance vers un hôpital local, où son décès a été par la suite constaté.
Les fils de Tito – Taj, Taryll et TJ Jackson – confirment son décès dans un hommage publié sur Instagram,. « C'est avec le cœur lourd que nous annonçons que notre père bien-aimé, Tito Jackson, membre du Rock & Roll Hall of Fame, n'est plus parmi nous. Nous sommes choqués, attristés et avons le cœur brisé. Notre père était un homme incroyable qui se souciait de tout le monde et de leur bien-être » écrivent les trois frères dans leur publication,,.

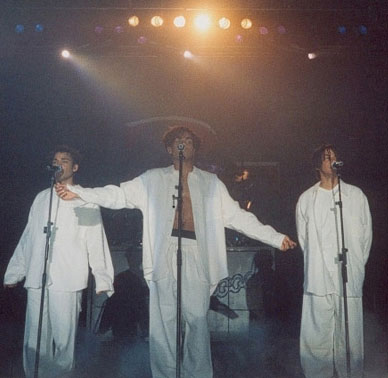
Taryll, TJ et Taj Jackson, ses trois fils sur scène durant le Brotherhood Tour à Hanovre en Allemagne (1996).

### Vie privée
En juin 1972 à l'âge de 18 ans, Tito Jackson épouse Delores « Dee Dee » Martes (née le 1er avril 1955 et morte le 27 août 1994). Le couple divorce en 1988,.
En 1994, Delores Martes est retrouvée morte, flottante dans une piscine. Sa mort est d'abord jugée accidentelle. Plus tard, Donald Bohana, un homme d'affaires de Los Angeles, est accusé, puis en 1998, reconnu coupable de meurtre au second degré.
Ils ont ensemble trois fils : « Taj » Toriano Adaryll Jackson Jr. (né le 4 août 1973), Taryll Adren Jackson (né le 8 août 1975) et « TJ » Tito Joe Jackson (né le 16 juillet 1978).
Ses trois fils forment le groupe musical 3T.